# Bembecia alaica
Bembecia alaica is een vlinder uit de familie wespvlinders (Sesiidae), onderfamilie Sesiinae.
Bembecia alaica is voor het eerst wetenschappelijk beschreven door Püngeler in 1912. De soort komt voor in het Palearctisch gebied.